# اینگرید گونزالس
 اینگرید گونزالس (انگلیسی: Ingrid González؛ زاده ۱۳ آوریل ۱۹۷۱) یک تنیس‌باز اهل السالوادور است.